# Соргити
Соргити (груз. სორგითი) — село в Грузии, на территории Онского муниципалитета края (мхаре) Рача-Лечхуми и Нижняя Сванетия.

## География
Село находится в северной части Грузии, на левом берегу реки Джоджоры, на расстоянии приблизительно 5 километров (по прямой) к юго-востоку от города Они, административного центра муниципалитета. Абсолютная высота — 996 метров над уровнем моря.

## Население
По результатам официальной переписи населения 2014 года, в Соргити проживало 4 человека (2 мужчины и 2 женщины). В национальной структуре населения грузины составляли 100 %.
| Год  | Население, человек |
| ---- | ------------------ |
| 2002 | 19                 |
| 2014 | ↘ 4                |